# Communauté de communes du Cœur de France
Communauté de communes du Cœur de France är ett franskt samarbetsorgan (Communauté de communes) för ett antal kommuner i departementet Cher.

## Medlemskommuner
Communauté de communes du Cœur de France består av följande kommuner (alla ingår i kantonen Saint-Amand-Montrond):
1. Bouzais
2. Bruère-Allichamps
3. La Celle
4. Colombiers
5. Drevant
6. Farges-Allichamps
7. La Groutte
8. Marçais
9. Meillant
10. Nozières
11. Orcenais
12. Orval
13. Saint-Amand-Montrond